# 第一次征服沙漠

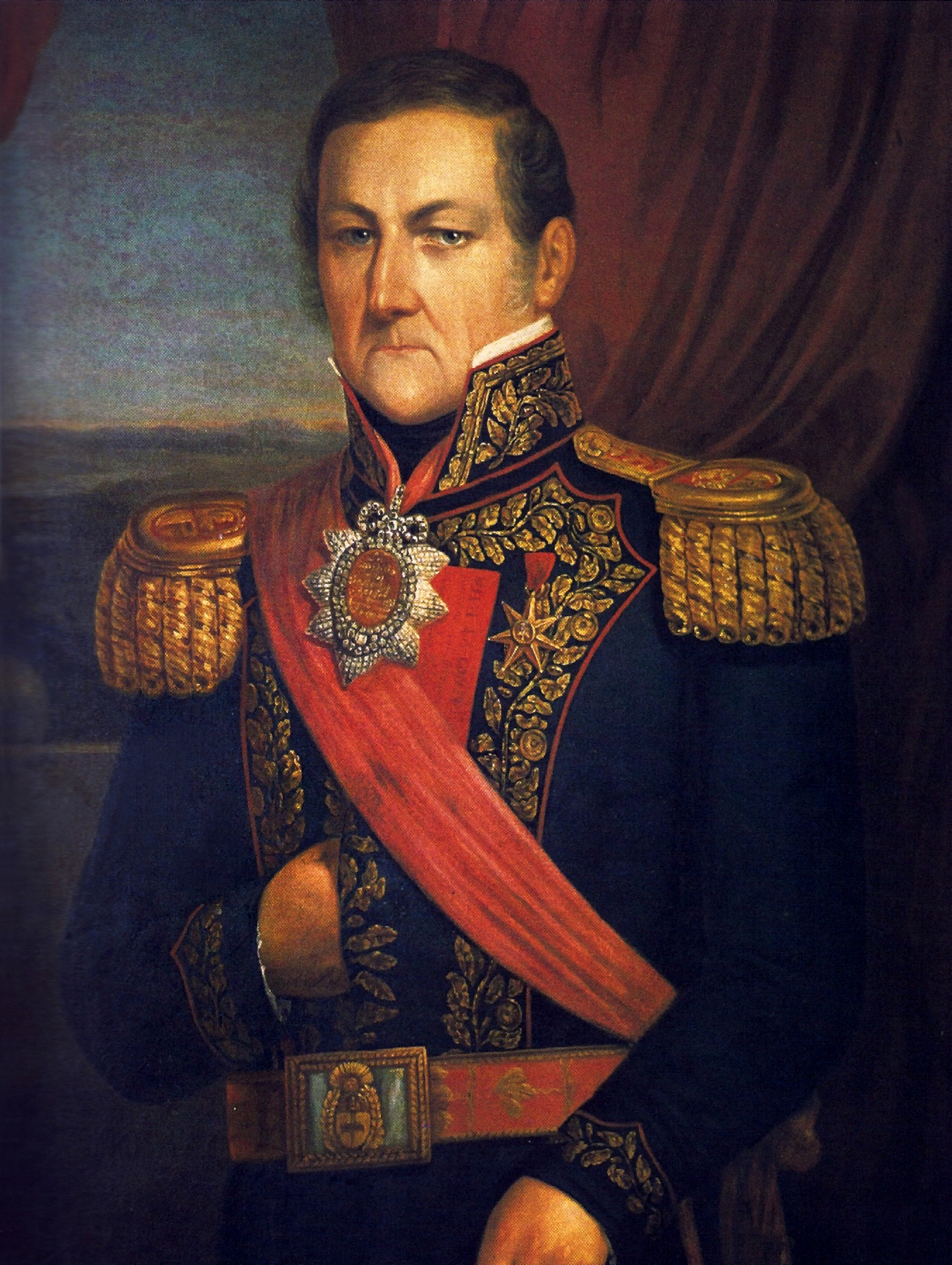
胡安·马努埃尔·德·罗萨斯

第一次征服沙漠是1832年到1834年间胡安·马努埃尔·德·罗萨斯领导的一场针对阿根廷原住民的军事活动。这场军事活动被19世纪70到80年代的第二次征服沙漠所继承。

## 背景
胡安·马努埃尔·德·罗萨斯作为布宜诺斯艾利斯省长的第一个任期在1832年结束。此时他已经击败了阿根廷统一党联盟，暂时停止了阿根廷内战，所以他所关注的转为了保障边境的安全，阻止原住民居民的侵扰。尽管罗萨斯的省长职位的继承者胡安·拉蒙·巴尔卡尔塞收到了拒绝批准罗萨斯从事这场军事活动的提案，但是巴尔卡尔塞还是允许了罗萨斯这么做。

## 征服

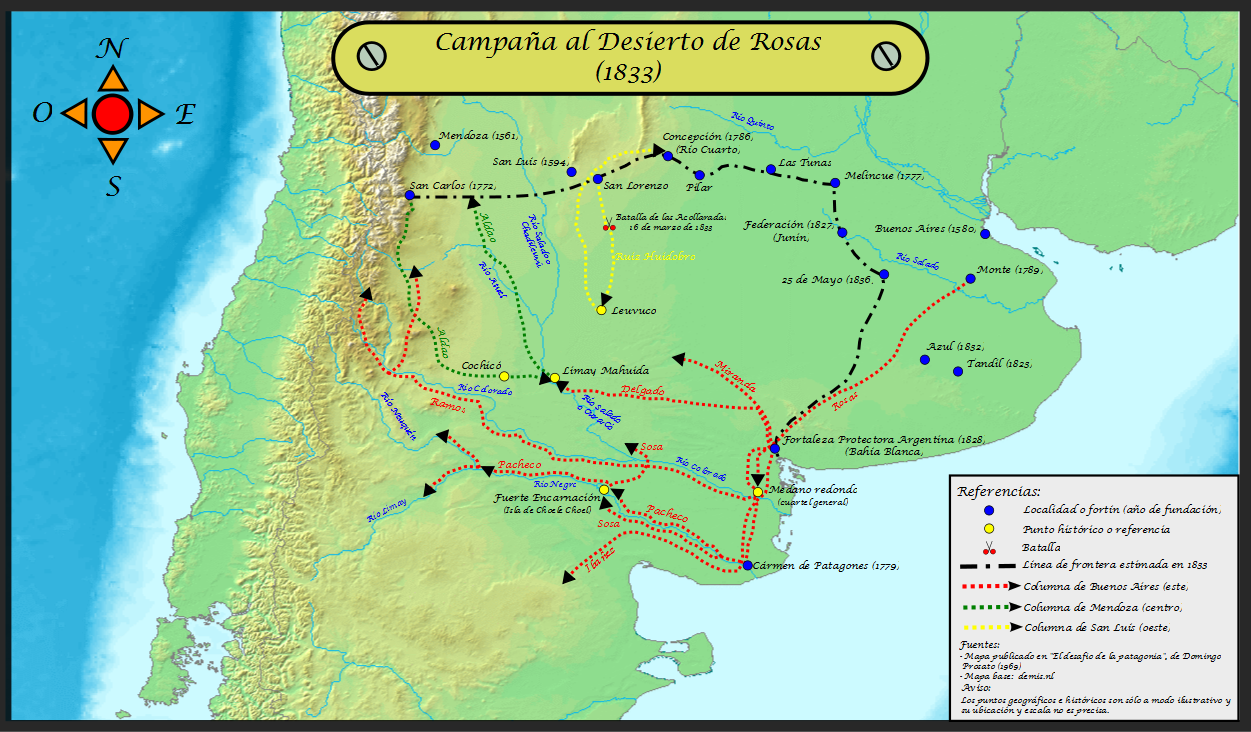
地图

恶劣的地形成为了这场军事活动中的一个重要的因素。罗萨斯的军队所经过的道路上没有一个欧洲人定居点，所以他的军队的所有给养都得来自布宜诺斯艾利斯，并且都得由他们自己运输。由于战场遥远，因此传消息的信使们往返于军队和布宜诺斯艾利斯城之间就要耽误许多时间。此外，罗萨斯还需要大量的马匹，然而由于当时正在发生的阿根廷内战，要获取马匹是很困难的。
这场军事活动从大西洋横跨到安第斯山脉，并且有若干个需要攻击的地区。来自门多萨省的费利克斯·阿尔道负责攻击该省南部和内乌肯省的马普切人。法昆多·基罗加麾下的鲁伊斯·维多夫罗面对的是圣路易斯省和科尔多瓦省的然格勒切人（马普切人的一支）。罗萨斯则负责指挥布宜诺斯艾利斯省的战区。尽管罗萨斯组织了全面的军事活动，但是这一军事活动的第一指挥官是基罗加。阿根廷本来期待智利提供额外的军事支持，但是由于一场哗变和针对迭戈·波尔塔莱斯的暗杀企图，智利无法这么做。在1833年3月22日，罗萨斯的指挥机构离开了布宜诺斯艾利斯。
罗萨斯将原住民居民们分为了三群人：朋友们、盟友们、敌人们。“朋友们”被允许定居在布宜诺斯艾利斯省内的领地中，甚至在罗萨斯的农场里。“盟友们”被允许留住他们自己的领地并保持独立。罗萨斯给这两群人都提供了牛和其他货物。他亲自会见了那些酋长们，学习了普韦勒切语，而且他后来还编辑了《彭巴语语法书与词典》（“彭巴语”就是普韦勒切语）。
至于“敌人们”那一群人，是由然格勒切人和马普切人组成的。他们拒绝与西班牙人谈判，并在突袭中攻击了他们。罗萨斯参照更早以前，马丁·罗德里格斯和贝尔纳尔迪诺·里瓦达维亚的军事活动，指挥了对“敌人们”的军事活动。如此，罗萨斯比罗德里格斯和里瓦达维亚完成了更深入得多的侵略，并摧毁了若干个原住民定居点。罗萨斯之后宣布在这场军事活动期间，他杀死了3200名原住民，捕获了1200名俘虏，解救了1000名囚徒。

## 结局
罗萨斯的军事活动导致了阿根廷人与原住民群体的一段短暂的和平，并结束了原住民们的突袭行径，直到他在卡塞罗斯战役中被撵走。尽管从1821年起，“敌人们”就不断地被阿根廷军队攻击，但是在卡塞罗斯战役期间，这些“敌人们”进行了反攻。在这场战役中，他们又一次地失去了他们的领地的控制权，不过他们渐渐撤退到了南部。这些“敌人们”的最后一次失败发生在胡利奥·阿根廷诺·罗卡指挥的第二次征服沙漠期间。